# 龍狼伝
『龍狼伝』（りゅうろうでん）は、山原義人による日本の漫画作品。1993年から『月刊少年マガジン』（講談社）にて連載中。平成9年度（第21回）「講談社漫画賞」少年部門受賞。2024年4月時点でシリーズ累計部数は1700万部を突破している。本作は山原のデビュー作品である。
1998年にドラマCD「龍狼伝〜竜天女の哀涙〜」が発売された。2015年には舞台が上演されている。

## あらすじ
中国へ修学旅行に向かう途中、飛行機に乗っていた天地志狼と幼馴染の泉真澄は、突如現れた龍に飲み込まれ、207年の中国へ時間移動(単なる過去ではなく、幾度も宇宙の終焉を迎え、平行世界とも未来とも取れる世界らしい。志郎は自分のいた世界は滅したと認識し、過去から来たと月英に告白している）する。そこは三国志の時代の只中であり、劉軍と曹軍の戦場へであった。
落命した武将の代役を見事に務めた志狼だったが、龍に乗って天から降りてきた2人は「竜の子」として神聖視されることになり、否応なく戦乱へと巻き込まれていく。知略と才気によって数々の活躍を収めた志狼は「竜の軍師」と呼ばれるようになり、修行の末に「雲体風身」や「闘仙術」を習得して、三国志の英雄たちと肩を並べるほどの戦闘能力を手に入れていく。

## 登場人物
『演義』に登場する人物の詳細は各リンク先を参照。声はドラマCD版のキャスト、演は舞台版（2015年 / 2016年）のキャストによる。

### 竜の子
天地志狼（あまち しろう）（声：阪口大助）（演：椎名鯛造 / 大平峻也）
本作の主人公。日本人の父と中国人の母を持つハーフで、額にはホクロがある（作中“天運の相”と呼ばれる）。
幼馴染の真澄と共に龍に飲み込まれ、三国志の時代の只中、劉軍と曹軍の戦場へ時間移動する。そして、自分達を守るために落命した単福（徐庶）の代役を見事に務め、以後「竜の子」「竜の軍師」と呼ばれるようになる。また修行の末に「雲体風身」や「闘仙術」を習得し、現在では三国志の英雄と肩を並べるほどの戦闘能力を手に入れている。
中国語の会話を習っていたことがあり、そのため三国志時代の中国でも言葉が通じている。
能天気な性格に見えるが、真面目な一面も持つ。また物事の要点を無意識に掴む能力を持ち、登場人物の大半から「大物（＝成竜）になる素質を持つ」と評されている。
『龍狼伝』では劉軍の軍師として活躍したが、『中原繚乱編』では自身が率いる「竜騎兵団」と共に曹操の元に身を寄せ、征南将軍に任ぜられている。
『王霸立国編』では勢力に属するのではなく、新たに漢ではない「竜の国」を起こす決意をしている。
泉真澄（いずみ ますみ）（声：宮村優子）（演：栞菜 / 八坂沙織）
本作のヒロイン。幼馴染の志狼と共に、龍に飲み込まれ三国志の時代へ時間移動する。
時間移動後しばらくは志狼と共に劉軍に留まっていたが、仲達の手で曹操の下へ連れて行かれる。この時「天運の相」（彼女の場合は痣）が出来、「竜娘々」として崇められるようになる。
五虎神の黒瘴虎の正体を黄巾党の主導者・張角と見破る。
赤壁の戦いで行方不明となるが、後に許昌にいることが発覚する（1年間、強制的に眠らされていた）。許昌で志狼と一時的な再会を果たすも、仲達の野望を阻止するために許昌に残ることを選択し、現在に至る。
中学校一の才女で、彼女もまた中国語を習っていたため言葉が通じる。張飛にバカにされた時に悔しさを滲ませたこともある。また酒に強く、張飛に酒飲みで勝っていた。

#### 竜騎兵
志狼が率いる、総数500から成る精鋭揃いの騎兵団。顔ぶれのほとんどは元は仲達率いる「虎豹騎」の一員であり、仲達に反感を抱いている。
蓮花（レンファ）（声：氷上恭子）（演：坂田しおり / 梅田悠）
元は劉軍の女兵士で、志狼が初めて出会った三国志の時代の人物。相手を惑わせて一瞬で斬る「虚の剣」と、仙術武具の1つ「乾坤圏」の使い手。
両親を山賊に殺され山中を放浪していた時に単福（徐庶）と出会い、敵討ちのための剣術を学ぶため以後彼の義妹となる。仇討ちを果たした後は単福と共に劉備配下となり戦場で活躍。単福に対して異性としての愛情を抱いていた。
志狼と真澄を生かすために単福が死んだため、当初は志狼のことを「兄を殺したに等しい」として快く思っていなかったが、共に死線をくぐるにつれ次第に好意を寄せるようになる。現在は劉備の依頼を受ける形で軍を離れ、志狼に同行している。竜騎兵としては武将として、兵卒たちに指示を出せる地位にある。
人物像のモチーフはゲーム『ストリートファイターII』に登場する春麗。
遊岐（ユウキ）
竜騎兵団の若年の兵卒で、志狼を「大将」と呼んで慕っている。血の気は多く思慮も浅いが腕は確かで信頼厚く、志狼の作戦に頻繁に同行する。
蓮花に好意を寄せている。
呂烈（リョレツ）
元は夏侯惇に招かれた将兵であったが、現在は征南将軍となった志狼の配下。竜騎兵が虎豹騎の一員だったころから仲間を束ねており、現在は志狼の下で副将的な立場にある。志狼を除けば竜騎兵最強の武将。
郝玄（カクゲン）
遊岐が所属する小隊の伍長。竜騎兵一の膂力の持ち主。
龐統
「鳳雛」と呼ばれ「伏龍」諸葛孔明と並び称される天才軍師。戦術の才なら孔明を上回るとも言われる。赤壁の戦いでは曹操軍に仕え連環の計で周瑜率いる呉軍を苦しめる。『中原繚乱編』では母の仇である呉軍と戦うため、竜騎兵の軍師となった。酒と女に目がなく、蓮花曰く「助平親父」。
志狼が真澄を助けるため襄陽城を離れ、その不在を突いて呉軍が襄陽城に攻め込むが、龐統の策略により城内に誘い込まれ、城内を全て焼く火計により、呂蒙・潘璋などの大将と共に、呉軍の大軍を焼死させ形勢を逆転させたが、予想を遥かに超える火の強さ（火災旋風）により龐統自身も巻き込まれて死亡する。

#### 志狼に同行する人々
愛琳（アイリン） （声：笹本優子）（演：小玉百夏 / - ）
荊州の油売り・モンランの妹。兄が劉軍兵士に志願する折、一緒に付いてきた。
兄亡き後も志狼を慕い、荷物に紛れて帯同するなど行動力のある少女。
『中原繚乱編』では龐統に娘として引き取られる。
物事を見極める目である"炬眼"の資質を持っており、襄陽で龐統が大火計を行った際は龐統の身に起こる凶兆を予感し、左慈に救出を懇願した。
暁明（シャオミン）
呉領内の農民の娘。飢えていたところを志狼たちに助けられ、以後同行する。
『中原繚乱編』では里親が見つかり、志狼たちの元から去っていった。
なお、シャオミンという名前は本作に何度か登場しており、一例としては、赤壁の戦いの前哨戦において志狼が女装して曹軍に潜り込む時に使用し、蓮花も龐統の妻を演じる時に使用している。
左慈 （声：関根信昭）（演：葵 / 吉田宗洋）
仙人。志狼と伍真の仙術の師。時折現れては、的確な助言をくれる。
幼い頃から大岩を浮かせる程の念動力が使え、仙界では奇異な存在となっていた。
『王霸立国編』では、仙界の掟に従い大幻を救助するも、本人も気付かぬ内に悪魔に精神支配を受けており、大幻の命を狙う志狼と対立し戦う事になってしまう。
伍真（ウーヂェン）（演：樋口裕太 / - ）
元・仲達配下の虎豹騎の兵卒。博望坡の戦いで関羽と戦い捕縛されるが脱走。仲達が自分を利用していただけと知って虎豹騎を離反する。
後に左慈の元で仙術を学び仙術武具「飛天刃」を授かる。実は匈奴の反乱軍の単于の子で本名はウォゼン。匈奴編では志狼らを助けるため反乱軍を率いて摩牟と戦う。
『中原繚乱編』では豹、黄忠とともに援軍集めに奔走する。
劉豹
匈奴の王、呼厨泉を叔父に持つ。仲間からは豹と呼ばれることが多い。
生年不明の人物であるが蔡文姫の逸話から考えると本作では幼く描かれている。志狼を「竜の兄貴」と慕う。
現在、黄忠・伍真と行動を共にしている。
黄忠
漢津で僵尸鬼と闘う志狼に助勢する。赤壁の戦い直前まで魏延と共に劉備に帯同する。
呉に恭順しなかったため投獄されていたところを志狼の命を受けた伍真らに助け出され、打倒仲達の援軍を募るため彼らと同行中。
老齢だが巨大な弓を操り一撃で何人もの兵を屠るなどその実力は健在だが、演義のように関羽と打ち合えるほどの実力は無い模様。
ソフィア
首領（ドミヌス）
ローマ教会の暗殺者集団「神の聖杯（エリクシール）」のリーダー。念動の異能を持つ。武術ではライを上回ると志狼は認識している。
ソフィアを邪教の聖女と称し、彼女を抹殺するため漢を訪れた先で志狼と相まみえる。初めは志狼を圧倒していたが、ソフィアの助力を受けた志狼に押し返され敗北し逃走。その後、ルクスを伴って再び志狼の元へ向かい、真諦の思惑・演出もあって志狼を「預言者（ネイビーム）」と信じ、ルクスと共に忠実な臣下となる。
エリクシール共通の戦法である暗器を用いた接近戦の他に、念動力を用いて宙に浮かせた木片や小石を相手にぶつける攻撃を得意とする。当初は、意図せず味方にも木片を被弾させてしまうなど精密さに欠けていたが、志狼と共に修行をした結果、動き回る相手の耳の穴に石つぶてを通す程の精密さを身に着けた。
ルクス
ドミヌス指揮下の一員。精神感応の異能を持つ。
ドミヌスに追従した部下はルクスの他にグリア・エルダリ・ヨゼフの3人が居たが、新野を訪れた際の戦いで一時的に「最強の破皇ガザン」に心身を支配された志狼によって殺害された（ルクスは別行動をとっていたため、結果的に難を逃れている）。
真諦の演出によって神々しい姿に見えた志狼に涙し、その場にひざまずき忠誠を誓う。武術はドミヌスやライには及ばないが、幻術を操り諜報や戦闘をサポートする。

### 劉軍
劉備（演：緑川睦 / 緑川睦）
基本的には『演義』に準ずる。
ストーリー前半では物語の核となっている。求心力だけでなく武力においても相当なものを持っていることが本作の特徴である。しかし、後半においては出番が少なくなり、「竜の子」志狼に漢の運命を託す自分を情けなく思う姿が描かれている。
諸葛亮（演：井深克彦 / 安川純平）
基本的には『演義』に準ずる。作中で唯一、志狼と真澄の素性を知る人物。
作中では目立った活躍は無いが、仲達が仕掛ける策略から劉備を護る。
月英（ユエイン）（声：折笠愛）（演：階戸瑠李 / - ）
孔明の妻。月氏（インド）の血を引く、色黒の肌を持つ絶世の美人。亡き母と印象が似ていることもあって、志狼にとっても特別な存在。
伝心術が使え、左慈をして「底が見えぬ」と言わしめた。
関羽（演：末野卓磨 / 岩田有弘）
基本的には『演義』に準ずる。本作序盤で志狼に体術を教えており、後に志狼と対決する場面もある。本気で闘えば虎豹騎ですら圧倒し、闘仙術奥義に対しても初見で対応するほどの別格の猛者。ドミヌス、馬超、大幻、左慈らを体術で圧倒した志狼が大苦戦し、紙一重でようやく勝てた相手である。
張飛 （声：荒川太郎）（演：友常勇気 / 大藏基誠）
基本的には『演義』に準ずる。怪力のみでなく武術の天才である。本気で戦えば、特殊な術を一切使わずとも虎豹騎や虚空衆を数人まとめて一合で葬る。関羽に「自分よりも強い」と言わしめる実力者である。
趙雲（演：鶴田亮介 / 片山徳人）
基本的には『演義』に準ずる。本作序盤で志狼に槍術を教えている。彼も関羽や張飛に勝るとも劣らぬ強さを持ち、虎豹騎にも余力を残して勝てる。『匈奴編』では劉備から密命を受ける形で終盤に再登場を果たし、志狼を助けている。
孫乾
劉備の参謀を務める文官。主に他国との交渉事などを担当する。
単福（徐庶）（演：山本哲平 / - ）
劉軍の軍師として帯同していたが、志狼と真澄を助けるために戦死する。
その後、劉軍の指揮を執ることになった志狼は、実際の歴史で徐庶が用いた戦術をそのまま用いて曹軍を破っている（志狼は『三国志』を題材にしたゲームの影響で『演義』を読破しており、歴史を知っていた）。

### 曹軍
曹操（声：大川透）（演：室龍規 / 室龍規）
基本的には『演義』に準ずる。
作中では漢の覇権を握らんとする冷酷な野心家として描かれているが、全ての災厄の大本である戦乱を早く終わらせ、民と国を安んずることを願う心中も明かされている。
竜娘々（真澄）との出会いを機に、民や配下に優しく接する一面も見られるようになった（部下の荀彧（演：木田健太 / 木田健太）にも「以前までの曹公とは明らかに違う」と評されている）。また竜の子（志狼）とも、赤壁の戦いを機に心を通わせており、『中原繚乱編』で自軍に迎えている。
曹仁（演：吉田宗洋 / - ）
基本的には『演義』に準ずるが、本作では2度も合戦に敗れたために将軍職を外されている。曹操の従兄弟で「影衆」なる集団の長。
『匈奴編』では、匈奴に協力を求めて彼らの地に赴くも、道中様々な妨害に遭う。しかし最終的には南匈奴と協力し摩牟（去卑）を倒すことに成功する。
志狼とは縁深く、志狼による度重なる敗戦で要職を外されていながら、志狼が曹操の配下となって以後は助言、口添え等尽力し助けたりもしている。
やられ役のイメージが強いが将軍を名乗る実力は有り、弱点さえ判れば僵尸鬼と化した虎豹騎とも戦える。
曹丕
曹操の長子で、そのことを何より誇りにしている。
『匈奴編』では曹仁と共に匈奴の地に赴いた。劉豹とはケンカ友達のような仲で、蓮花に好意を寄せている。
曹仁に、武術の才だけなら曹操をも上回ると評されるほどの剣捌きを見せる。弱点さえ判れば僵尸鬼の虎豹騎を倒すこともできる。
『中原繚乱編』では、匈奴の地での実体験を元にした説得力のある演説で兵卒らを力強く鼓舞し、荀攸をして「立派にお父上の血を受け継いでおられる」と言わしめるなど、確かな成長が見られる。
張遼
基本的には『演義』に準ずる。武力では曹軍一とされる、義に厚き忠臣。
赤壁の戦い後は徐晃と共に荊州を守備する。現在は征南将軍となった志狼の配下。
ラン
張遼の養女で、優れた剣の使い手。男勝りで義父同様義に厚く、時に愚直。実父である呂布を虚空に殺されていることから、彼に深い憎しみを抱いており、志狼と虚空の対決を実現させようと画策する。
『中原繚乱編』で呉軍兵の毒矢に倒れ、兄ライに看取られ死亡。死後、遺体はライによって埋葬された。
許褚（声：菅原淳一）（演：新田健太 / 新田健太）
基本的には『演義』に準ずる。曹軍随一の実力者で、曹操や真澄の護衛を務めるが、黄尸虎に対して「良くて相打ち」に持っていける程度らしい。
于禁
基本的には『演義』に準ずる。21巻での再登場時に同一人物とは思えないほどの変わりぶりを見せている。
夏侯惇（演：鵜飼主水 / 中村龍介）
基本的には『演義』に準ずる。『中原繚乱編』での竜騎兵は元夏侯惇の配下で、彼が鍛え上げた。
張郃
基本的には『演義』に準ずる。伊達風の若者然とした格好をしており、その武力は黄尸虎を一時退けるほど。ただし不死性を持った黄尸虎の体には通じなかった。
樂進
基本的には『演義』に準ずる。実直な武人。鉄の鎧をも切断するほどの剣術を持つ。黄尸虎の体の秘密を見抜き、策を用いて倒そうとするが、通じないことに気づく。深追いをせず張郃を止めるなど聡明さも合わせ持つ。
蔡瑁（演： - / 田中彪）
基本的には『演義』に準ずる。大幻に操られ真澄を奪われる原因を作るなど当初より志狼と因縁を持つ。その後は曹操の配下として荊州の王を目指す狭量な人物として描かれていたが、最期の時に彼の信念の一部が明らかになる。作者によれば言い訳的な側面もあるが、決して野望のためのみに生きていたわけではないとのこと。

### 孫軍
孫権（演： - / 神木優）
基本的には『演義』に準ずる。
仁姫（演： - / 永吉明日香）
基本的には『演義』に準ずる。
気がとても強く、周りのころを考えない性格。「雲体風身」を学ぶため、同盟の破棄を持ち出して志狼を脅したこともある。
周瑜（演： - / 塩川渉）
基本的には『演義』に準ずるが、志狼の暗殺を企てるなど、より奸智に長けた人物として描かれている。
赤壁の戦いでは裏で仲達と通じていた。
作中では神速の剣を使うなど武力も凄まじい。黒障虎から新たな仲達の配下として誘いを受けるほどである。
病が進行しており、余命幾ばくもない状態だが戦場で指揮を続け、志狼率いる軍勢と襄陽城で攻防を繰り広げるが、龐統の火計と龍騎兵による伏兵で壊滅。
間近に迫る自らの死を悟り、不死の秘法を求めて甘寧に黒瘴虎の捜索を命令するも、すでにライに殺害されており、その事実を知った甘寧は出奔してしまう。
病床で甘寧の帰りを待っていたが、甘寧が帰って来なかったために妻の小喬に看取られて死亡する。
実は死の間際に志狼の精神と接触しており、その自身の持つ信念は志狼に国を起こす切っ掛けを与えた。
太史享
太史慈の子息。周瑜の配下として、「隠兵」と呼ばれる暗殺集団を率いる。
師である周瑜に心酔しており、彼のためならばいかなる非情な振る舞いも厭わない。
陰兵を率いて、志狼等が立て籠もる襄陽城に潜入し、城門を制圧。
ランを人質にするが、ライに邪魔をされ、計画が頓挫したことに激昂してライに襲いかかるも、呆気なく殺されてしまう。
陸遜（演： - / 小俣一生）
基本的には『演義』に準ずる。
本作では時折町民に変装し、民と国を連結させようと情報操作を行う姿が描かれている。
甘寧（演： - / 渡辺和貴）
基本的には『演義』に準ずる。呉軍最強の武将で五虎神にすら匹敵する猛者。本作では独自の体術「遠当て」を使っている。
志狼打倒に執念を燃やし、苛烈な修行の末「至高の拳」を体得した。
襄陽城で志狼と再戦を果たし、至高の拳で志狼に敗北を悟らせるまで苦しめたが、最後は戦いの中で至高の拳を体得した志狼に敗れてしまう。
余命幾ばくも無い周瑜の命令で、不死の秘法を求めて黒瘴虎の捜索に出かけたが、ライに黒瘴虎が死亡したことを知らされ、自分の生き方を求めて出奔する。

### 漢
献帝
漢の皇帝。王朝の実権を曹操に握られていたが、赤壁の戦い後、仲達一派の活躍もあって実権を取り戻す（同時期、仲達に「破凰の相」の種を埋め込まれた）。
竜娘々（真澄）を深く愛しており、竜の子（志狼）に奪われることを恐れている。当初は長らく傀儡として生きてきた卑屈さを持っていたが、以後は成長し、現在では五虎神の1人である赤飛虎に傷をつけるほどの剣捌きを体得。さらに仲達の師事により、大虎をも倒す武力を持つようになる。
馬超
献帝の下に集まった諸侯の息子として登場。怪力と卓抜した槍術を誇り、その実力は五虎神以上とも噂される。
真澄を救出に来た志狼と皇宮で闘い、志狼の念体を受け倒れる。真澄を取り返しに来た献帝と近衛兵から志狼を逃がすため、愛馬・千山を再戦の約束として預ける。
無呼
暗殺を生業とする強者。報酬を貰い狙った獲物を仕留めることを生きがいにしている。あらゆる罠や毒針を用いて敵を倒すことを美学にしており、勝機がなくなれば迷わず撤退するなど、武人とは違った側面も見せる。志狼に敗れ敗走してからは、報酬抜きで彼を倒すことを目標にする。そのため、献帝に一時味方し、志狼を漢の大人物にした上で殺害するのを待つ。現在は竜娘娘付きの側近のような役割を行っている。
真澄の傍で過ごすにあたり、本人も気づかぬ内に真澄に対して情が湧いているようで、皇軍と曹軍の戦いにおいて追手の鳳凰を食い止めるために真澄が一人残った際は、その安否を気遣い「俺らしくもない…っ」と焦りを感じていた。

#### 仲達一派
仲達（ちゅうたつ） （声：家中宏）（演：山碕薫太 / 薫太）
本作品の最大の敵。生まれ持った「破凰の相」の概念の下、漢に戦乱を起こし、最終的に全てを滅ぼそうと企んでいる。
元は曹軍の武将で、曹純の急死により虎豹騎の将となる。その後、赤壁の戦いで曹操を裏切り、現在は漢の丞相となっている（赤壁の戦いで斃されたのは影武者）。
「雲体風身」の体術に加え、五虎神の全ての技や念体が使えるなど、凄まじい戦闘能力を誇る。その心の中は完全な虚無であるため感情の起伏がほとんど無いが、心中で嘲笑する描写が多い。無表情で全ての攻撃を無効化する術を使う（ただし虚空の攻撃は無効化しきれず）。
本作中に司馬仲達と呼ばれることがあった。なお、作中では二重引用符を用いた、“仲達”と表記される。ちなみに名前に当記号が使用される場合、その意味は劇中劇の人物or単なる強調のどちらかであることが多い。
大幻（ダーファン）（演：Kimeru / - ）
仙人。元は左慈と同門の道士であったが、「破凰の相」に魅入られ、人類の破滅こそ仙道の極致であるとして暗躍している。
仲達と青龍に仙術を教えた男であり、漢を滅亡させようとする黒幕として描かれている。ただし、仲達と青龍を完全に操っているわけではなく、仲達に見限られ殺されることを恐れている描写もあるなどその関係は未だ不明な点が多い。 また、元武・シュアンとは実の兄弟。『王霸立国編』では、邪仙に堕ち「破凰の相」に道を求めた現在であっても、実兄元武に対しては心の底から敬愛・信奉している心情が描かれている。
志狼との戦いで大敗を期し、仙術の「縮地」を使いからくも難を逃れるがエリクシールの二人が追手として現れ、彼らとの戦いでその身に毒を受ける。志狼との戦いで気脈を破壊されていたため解毒が出来ず徐々に衰弱してゆき、ダンウーの乱入や左慈の暗躍で再び難を逃れる事こそ出来たが、その後は毒が全身を回り死亡した。死亡後は、真澄の精神世界で「怨霊」となってうごめいている姿が確認され、現実世界にあった大幻の遺体は怒りのおさまらない志狼によって頭を潰された。
虚空（こくう）（演：鷹松宏一 / 鷹松宏一）
仲達配下で五虎神と一線を画す強者。本作では呂布の弟。ライ・ラン兄妹の叔父にあたる。盲目ではあるが、大気の振動や氣から敵を認識できる「心眼」を持つ。
赤壁の戦いでは圧倒的な力で志狼を追い詰めるも、真澄の力による降雨で形勢を逆転されて敗れる。
初登場時は物腰柔らかな青年として登場していたが、志狼との対戦時には圧倒的な風格を持ち、「ワシ」と一人称が変わるなど大きな変化が見られる。
初期のころは「我が"虎豹騎"の「五虎神」よ」という虚空の台詞からうかがえる様に、仲達の下で五虎神を束ねる中間管理的な立場で描かれていた。しかし物語が進むにつれ大幻などから「五虎神の中でも〇〇できたのは虚空だけ」と次第に五虎神扱いされる様になり、『中原繚乱編』の最終盤において仲達の口から「そして五虎神も虚空 赤飛虎 白冥虎の三人となったか…」という台詞があり、完全に五虎神の1人として数えられるようになっている。
志狼と対戦するまで仲達に完全に忠実な部下であった。これは心中に埋め込まれた呪縛によるものである。しかしその後、呪縛の力が弱まり、自らの意思で行動している描写がある。
妖将・李傕に対する殺害について仲達や赤飛虎が驚いている描写があり、志狼もそのことを虚空の意思によるものと疑っている。
仲達に対する態度も、仲達様から仲達公へと変わり、その命をつけ狙うことを再開している。
作中では呂布が曹操に敗れる数日前に、城内で呂布と戦い倒し深手を負わす。
赤飛虎（せきひこ） （声：沢海陽子）
仲達配下で五虎神と称される部将の1人。
大気の刃を放つ「空破山」のほか「阴刀術」を得意とする。また暗示も得意で、長坂で志狼と戦闘になった際、志狼に暗示をかけて「破凰の相」の種を埋め込んだ。現在はその暗示の能力を活かして陰謀工作を担当している。
かつて炎武（イェンウー）の元で武術を学んでおり、阴刀術はそこで習得している。炎武に内面の凶気を見抜かれ斬り捨てられるが、実は重暗示を使い姿をくらましており、炎武は志狼の空破山を見るまでは赤飛虎が生きている事を知らなかった。
作中、仲達の情婦をしている描写がある。
黄尸虎（おうしこ）
仲達配下で五虎神と称される部将の1人。「双天戟」という槍を用いて戦う。その正体は、趙雲の父親の同門・黄順の操る鎧人形。大病を患った黄順が鎧と死んだ武将の遺髪を依代として使役している。しかし、この病は大幻と仲達によって仕組まれたものだった。
張飛に匹敵する怪力、趙雲と互角の槍術、馬超と同様の神速の攻撃ができるなど、武力については五虎神最強と仲達が認める。また、一切の攻撃が本体に伝わらず、不死身である（しかし、その分槍術の力が落ちてしまう）。
『匈奴編』では幾度となく志狼と一騎討ちを繰り広げるも、最終的に第三関城の攻防戦で敗れる。この時、黄順が本来の槍術の力を発揮するため、自分の意識を黄尸虎と融合させたために痛みが黄順にも伝わり、黄順は命を落とした。五虎神の中で最初の死亡者である。
黒瘴虎（こくしょうこ）（演： - / 吉岡佑）
仲達配下で五虎神と称される部将の1人。黒装束を纏い、顔を包帯で覆っている。その正体は黄巾の乱の主導者・張角。
「影斬り」や黒糸の操作など、暗殺技術に長けている。また、仙術武具の1つ「乾坤圏」も使える。自分たち黄巾族がなしえなかった国の変革をなしえるかもしれない志狼や真澄たちに対し、激しい嫉妬と敵意を抱いている。
『中原繚乱編』にて、妹を失ったライの逆鱗に触れ、自分で仕掛けた黒糸の罠を逆に利用されて敗北、断末魔の叫びを上げながら毒死した。死に際の断末魔によってライからは犬畜生と変わらないと吐き捨てられた。
白冥虎（はくめいこ）
仲達配下で五虎神と称される部将の1人。
生きた人間の心臓を抜き取り、代わりに「符心臓」と呼ばれる仮の心臓を与えることで人物を操る能力を持つ。また寄生虫や毒に関する方術にも通じている。
五虎神の中では最後に志狼と直接対峙する。しかし、武術・体術に関しては完全に素人であり、志狼と対峙した際はその動きに圧倒されていた。
初登場から赤壁の辺りまでは大物然として底知れぬ雰囲気を纏わせていたが、『中原繚乱編』において流民の村で志狼と対峙して以降は、火の薬の効果に増長する・自身が五虎神だという事を信じてもらえない・ますみの炬眼を恐れる等、どこかコミカルで情けない描写が目立つようになった。
物語中、他の五虎神が来歴や正体・本名などその人物に関する過去が大なり小なり描かれているのに対し、白冥虎は今のところそういった描写がほぼ存在していない。
青龍（せいりゅう）
仲達配下で五虎神と称される部将の1人。治癒の力を持ち、許昌では皇宮官吏を務めている邵何（しょうか）という人物。
『匈奴編』ではグエンに暗示をかけることで匈奴同士の戦争を引き起こすことに成功する。体術もかなりの腕を誇り、摩牟や呼厨泉、志狼を撃破するも、黄尸虎の双天戟を用いた趙雲に敗れる。その後密かに許昌に帰還し、傷を癒している。
心臓を貫かれても死ぬことがなく、一時的に動きが止まるだけという驚異的な肉体を持つ。また、氣を消したまま闘うことができるため、あらゆる仙術に対して優位性を持つ（ただし、動揺すると「鬼氣」が流れてしまうようである）。本人いわく治癒の力を有しており驚異的な回復力はそれによるもの。また、触れるだけで相手に対して治癒の力を流し込み、過剰な治癒力で体を自壊させるなど攻撃にも使える。
「青龍」という男性であると同時に、「鳳凰」という女性でもあるなど、五虎神の中で最も謎めいている人物であったが、その正体は秦末期に前漢の祖・劉邦と天下の覇権を争って敗れた項羽の妻で、不死の力を持つ虞姫であった。
真澄の救出に駆け付けた張飛を一度は殺害するも、張飛の攻撃で短時間に何度も致命傷になる傷を負い、治癒を繰り返したために再生するべき血と肉が枯欠してしまい、治癒が出来なくなってしまったことにより、蘇った張飛に倒される。
初登場時（五虎神揃い踏み）の影絵でのイラストや口調などは、かなり異なっていた。
仲達の影武者（ちゅうたつのかげむしゃ）
赤壁の戦いにおいて曹軍と志狼と戦った仲達の影武者。
その正体は僵尸鬼。凄まじい戦闘力を誇り曹操も志狼も影武者と見抜けなかった。
本物の仲達に比べ感情の起伏が激しいなどの特徴がある。
「乾坤圏」により邪気を破られ絶命する際に仲達を止めるよう志狼に託す。作者によれば本物の仲達の非常に近しい人間であったらしい。
ライ
呂布の遺児。父を殺した曹操に恨みを抱く。張遼の養女となっているランとは実の兄妹である。
呂布の死後、叔父の虚空によって育てられる。ランとは異なり虚空のことは然程恨んではない様子。
この時代の本来の「天運の相」の持ち主であり、武の資質は志狼と同等、基礎能力と熟練度の差により実際には志狼を遥かに上回るほどの戦闘力を誇る。
志狼同様、体格には恵まれないため手技よりも足技主体で戦うスタイルであり、その蹴り技は神業の域に達している。
志狼との初戦では途中まで圧倒するも念体を受け敗北、捕縛されるが脱走。
太史享の策で襄陽城の城門を抑えられ、妹のランが人質にされた際、助けに入り、逆上して襲いかかって来た太史享を殺す。
実は仲達に対して忠誠を抱いているわけではなく、最終的には仲達をも倒して自身が漢の皇帝となることが目標。そのため同じ「天運の相」を持つ志狼に対しても激しい敵愾心を燃やしていた。しかし、妹のランを失ってからは志狼への敵愾心はある程度鳴りを潜め、エリクシールの襲撃を受けた際は自身に付き従う麗敏の身を案じるなど、心境の変化が見られる。
虎豹騎
基本的には演義にもとづく。元は黄巾党の精鋭であり、一兵が百兵に匹敵するともいわれる武人達。曹操に服属していたが黒障虎（張角）の命令により反旗を翻す。仲達に忠誠を誓い、信仰心から死を恐れない戦いを行う。痛みや恐怖を感じない強さの秘密は、戦いの前に吸引している麻薬によるものであった。ただし空破山をかわせないなど、五虎神クラスに対しては一撃で倒されることも多い。その後は仲達の主力兵として活動していたが、漢軍と曹操との戦いのときに仲達が反旗を翻した際の作戦が失敗したこともあり、精鋭50を除き壊滅している。
虚空衆
虚空やライの直属の配下。兵卒すべてが氣を読む術を習得しているなど実力は虎豹騎や竜騎兵を上回り、張郃にも手強い兵と言わしめたほど。ただし実戦経験を欠くため、関羽や張飛、馬超と言った猛者にはそこを突かれて全く歯が立たなかった。最終的には鳳凰の命で真澄を逃がさないように囲っていたことが仇となり、怒りを買った張飛に相当数を倒され、残った兵も敗走中に漢軍に捕捉され、既に仲達が賊軍となっていたことが知れ渡っていたことから、馬超の命を受けた漢軍の総攻撃を受けて壊滅。志狼追尾の命を受けていたごくわずかな生き残りしかいないと思われる。
石柳（シーリウ）
虎豹騎の元部隊長。仙術を身に付けた志狼と初めて戦い敗れた。柳の体術を用い蓮花を圧倒するが、志狼の雲体風身には全く通じず技を盗まれ敗走する。さらに仲達に使い捨ての道具として殺害され、死した後まで道具にされるなど悲惨な目にあうが、自らも敵を悶死させてきた過去がある。
冒頓（ハン）
元は匈奴の戦士で、後に仲達の忠実な配下になる。雲体風身を会得し僵尸鬼並の怪力を持った剣術を得意とする。一方で術策にも通じており、勝利のためならばいかなる手段も問わない面も見せる。仲達の鬼神の武力を信望し、最後は戦士の誇りを失ってまで志狼を倒そうとした。
王炎
虎豹騎の副将。怪力を用いて五人を同時に大刀で倒す実力を持つ。蔡瑁に致命傷を負わせた。志狼は、病を使った術策を用いた副将としての彼を許せず、非情に徹して殺害した。

### 山越
炎武（イェンウー）
山越の頭領。呉と敵対し山賊行為を働いていた。しかし、その背景には越の再興を狙う大儀も持っている。空破山や衝破山というカマイタチによる剣術「阴刀術」を赤飛虎に教えた男であり、志狼とも対戦したが、衝破山が剣と剣のぶつかり合いによらなければ生じないことを見抜かれ、敗れた。
以後は志狼と和解し、再会を予告して姿を隠す。
呉との戦いで、志狼からの援軍要請で派遣された黄忠らに兵を貸す。
越兵
炎武配下の武人達。空破山をかわすなど虎豹騎を上回る精鋭達である。

### 匈奴
呼厨泉
摩牟の弟。摩牟が単于になるまでは匈奴の王であった。仲達と同盟を結ぶ際に欺かれ、妖将・李傕の城に豹と共に監禁される。その後、曹操と同盟を結んだことが裏切りと見なされ、摩牟に単于の座を奪われた。
張飛以上の怪力を持ち、一切の刃を通さない鋼の体を持つ。
仲達と対戦した際に一切の攻撃が効かず、敗れた心の隙に暗示をかけられ「孟鬼」とされて操られた。しかし、志狼との対戦により自分を取り戻す。その際に志狼の拳に暗示を解く力があることが示唆される。このことは虚空によっても言及がある。
青龍と闘い死亡する。
テンゲル
摩牟と敵対する老王軍の知将。麗らかな女性の武人。志狼の資質をいち早く見抜き、匈奴の命運を託した。
トムブハ
老王軍一の実力者。かつて呼厨泉と戦い生き残るなど、その実力は大したものである。黄尸虎の震雷で片腕は破壊されたが、片腕でもその後の戦陣で隊を率いた。
摩牟
呼厨泉の兄。匈奴の単于である。
仲達と同盟を結び、匈奴の反乱軍討伐を目指す。
呼厨泉以上の実力を持つが、思慮に欠ける部分があり利用されていただけだった。
洞察力は持っており冒頓の叛 心を見抜くが、仲達の裏切りまでは予測できず姦計により毒に冒される。その状態で青龍と闘うが絶命寸前まで追い詰められた。その後趙雲により青龍が倒され、豹に単于の素質があることを見抜く。ウーヂェンは衰弱した摩牟を殺すつもりだったが、豹を認めた摩牟が和睦することを見越し、取りやめた。現在は率先して漢と対峙している。

### その他
シュアン
仙人。志狼の闘仙術の師匠。その力は凄まじく、雲体風身を会得した悪鬼数人を瞬時に屠る。
元武の実弟であり、大幻とも兄弟。年齢は少なくとも300歳以上であることが示されている。
元武（ユァン・ウー）
闘仙術を生み出した仙人。元は慈愛に満ちた優れた導師であったが、ある時邪心に狂った仙人と戦い、念体を持って討ち滅ぼしたが、念体で妖魔合流した際に、邪仙の氣を取り込んでしまい自らも邪仙と化す。
若い娘との性交により氣を喰らい、娘を惨殺し続けた。その術は凄まじく、他の強者とも明らかに一線を画する。雲体風身程度ではまったく歯が立たない。闘仙術においては無数の念体を生み出すことが出来る。さらに巨大化、ビームを放つ、天地の災害さえ起こせることを示唆するなど、「天地神」を自称するに足る力を持つ。大幻とシュアンの実兄。
闘仙術を会得した志狼をも圧倒する力を持ち、志狼を倒して見せたが、龍脈の気を発動した志狼に倒される。その実体は300年前にシュアンによって倒された念体で、元武の悪行も全て300年前に起こったことであり、仙人に殺された村人の魂を救うため、真に善なる者に倒されるのを願い、自らが犯した過去の悪行を志狼に見せていた。
宗楼
元武配下の悪鬼兵。その武力は虚空にも匹敵する。もとは元武に非を説き戦いを挑んだ高潔な導士だったが、敗れて死してからは屍奴隷として元武に忠誠を誓っている。最後に一撃に頼った攻撃をしたため志狼に敗れる。
華佗
医師。曹軍にいた真澄に医術を教えた。
かつて左慈の元で仙道の療法を学んでおり、実は志狼にとって兄弟子の立場にあたる。
妖将・李傕
『演義』において曹操に討たれた李傕と同一人物。
死んだように見せかけて存命しており、妖術を極め、曹操に復讐するために仲達と手を結ぶ。その条件は、曹操の一族を城に監禁し、嬲り殺しにすることであった。
妖術・暗の術を使い、相手の視力を奪う他、完全に五感を奪うこともできる。
その正体は髪の毛を超高速で振動させ発生させた超音波であった。
最終的には虚空によって殺害されたが、肉体を失っても想念のみで存在できるなど、妖将の名に恥じない力を持つ。想念の状態で志狼を追うが、大狼の咆哮で消滅。
大狼（ダーラン）
匈奴に伝わる伝説の巨狼。山に潜み狼の群れを率いているが、その正体は"大地の意思"そのものであり、狼は依代に過ぎなかった。人間を軽蔑し、仙人でさえ矮小な存在と語る。
志狼が未来から来たことも知っている。また大地の上で起こったこと全てを熟知している。
戦乱により大地や自然、他の動物を滅ぼす人間を憎み仲達による破滅を支持したことから志狼と激しく対立した。
戦闘の際には依代の巨狼で闘う。その動きは全く眼で見えず、爪による攻撃は硬氣功でさえ完全には受け止められない。また妖術、仙術の奥義や仙術武器も一切通用しない。仲達や元武（ユァン・ウー）よりも力が上回るとされる。
依代の狼と相打ちになった志狼と傷ついた蓮花の傷を治し、現在は別の狼を依代にしている。
人間を認めたわけではないが当分見守ると語る。
真諦（ヂュンディ）

ダンウー

## 技・術

### 天地志狼の技・術
天地志狼は基本的に関羽から習った拳法と左慈から習った仙術・シュアンから習った闘仙術をメインに使って闘うが、他にも戦闘中に敵将の技を見切って盗むことで膨大な数の技を習得している。以下にそれを記す。
「実」の拳
天地志狼が生まれ持った拳質のこと。蓮花などが得意とするスピードを生かしたフェイントなどは一切行わず、限界まで無駄を排した動きと天性の洞察力により最短距離で敵の急所を抉る実戦本位の殺人拳である。関羽曰く、この拳を極めたならば予測はできても防御も回避も不可能とのこと。しかし現在の志狼の武量では完全に使いこなすことは難しい。
雲体風身
氣を用いて、人体を己の意のままに操る術。「雲体」とは人体に対する深い認識、理解を指し、筋肉はおろか内蔵や神経まで操ることができるため、常人なら死の危機に瀕した時のみしか発現しない潜在能力も自在に引き出すことが可能。それを氣によってさらに高めるのが「風身」である。また戦闘だけでなく、筋肉を締め上げて脱臼を治したり、重傷人の血流を操って止血するなど医療にも応用可能。ただし過度な使用は肉体の自壊を招きかねないため、自在に使いこなすためには修行によって肉体を強靱に鍛えることが不可欠。
その習得は想像を絶する荒行であり、「同じ雲体風身を会得した者によって一度五感を奪われた後、自力で復活する」というもの。五感はおろか脳と心臓を除く内臓まで止められてしまうため、復活できぬまま時が経てば暗闇の世界で精神は発狂し、肉体は朽ちてしまう。生き延びるためには普段は身体が自然に行っている五体や内臓の動きを自らの意思で行わねばならず、そうして肉体の隅々まで認識することができれば技も自然と身につくという道理である。
作中では志狼や師匠の左慈、宿敵の「仲達」をはじめとする仙界の関係者たちが習得している。
仙氣発勁
相手に掌底打を打ち込み、そこから仙氣を流し込む技。単なる打撃としてのタイプと、相手の身体に衝撃を浸透させ内臓を完全破壊する「真仙氣発勁」の2パターンが存在する。「念体」を会得するまでは長らく志狼最大の決め技であり、数々の強敵を打ち倒してきた。しかし強力な氣の持ち主に対しては勁力を呑み込まれたり弾き返されたりすることもある。
空破山
刀剣を高速で振り切ることで真空波を発生させ、それを以って遠く離れた相手を切断する技。元は炎武から赤飛虎へと伝えられた阴刀術の奥義だが、志狼も赤飛虎の空破山を模倣して修得し、後に素手で放てるほどに熟達した。使い勝手が良いためか多用される。
衝破山
阴刀術秘奥義。空破山の派生技で、剣と剣が衝突した際の衝撃を利用して真空波を放つ技。元は炎武の技だが、彼との戦いの中で志狼も修得した。他に仲達の影武者も使用可能。
硬氣功
体に氣を巡らせ、一瞬だけ皮膚を硬化させる、あるいは体毛を硬直させるなどで刃物すらも通さなくさせる防御技。ほとんどの攻撃に対して有効だがタイミングが肝要なため変幻自在な乾坤圏などとは相性が悪い。また至高の拳など強すぎる衝撃は完全には遮断できない。
軽身功
志狼が使う防御技。打撃を受けた瞬間に体を浮かせて衝撃を受け流す技。
柳の体術
体を柳のように揺らし、相手の攻撃が起こす風圧によって自らの体を動かし避ける技。かなりの強敵にも効果があるが、反面下半身は小刻みに重心移動を行っているため、そこをリーチの長い攻撃で狙われると弱い。また風よりも速く繰り出される神速の攻撃には通用しない。虎豹騎の石柳が使う防御技だが、後に志狼も体得した。
小円の捌き
志狼が使う防御技。小さい円を描くような素早い足捌きで相手の間合い内に留まったまま攻撃を避け続けることができる。そのため反撃に出やすい。
分身
高速で移動し、その際に殺氣を残すことで残影を見せる技。応用で自らの姿を何体にも見せることも可能。青龍も使っていたが同じ原理かどうかは不明。
心眼の結界
肉眼に頼らず万物の氣や大気の流れ、音を感知することで相手の行動を読む技。結界内であればあらゆる不意打ちを察知することが可能。代表的な使い手は虚空で、志狼も虚空との対決や闘仙術の修業により体得した。ただし盲目で常に心眼を使っている虚空よりは技の精度が劣る模様。
「破凰」の相
「天運」の相と相対する、全ての破滅こそを理想とする概念。本来は仲達の生まれ持った相であるが、志狼も赤飛虎に「破凰」の種を心中に埋め込まれてから技として使えるようになった。「破凰」の力を開放すると生命を奪うことに躊躇がなくなるため戦闘能力が飛躍的に向上する。初期のころは「破凰」に心を支配されて殺人鬼と化すこともあったが、幾度かの試練を経て自在に使いこなせるようになった。
周囲の氣の取り込み
周囲の人や自然の氣を取り込むことで自身の氣を強大にする技。自身の氣脈のみを活性化させる「小周天」に対し、「大周天」と呼ばれる仙道の極意である。志狼自身の氣の量は大柄な体躯の武人たちに劣るが、虚空との戦いでは曹軍の軍氣で風を起こして心眼の結界を破り、元武との戦いでは龍脈の氣を取り込んで元武の念体をかき消した。志狼自身の意思では発動できないようである。
闘仙術
元武が編み出した、仙道に武道を取り込んだ戦闘用の仙術。しかし修得は困難を極め、現在に至るまで仙道士が多数亡くなっているため「死仙行」の別名を持つ。また外敵を倒すためだけの術というのは仙道としてはあくまで邪道である。
念体
闘仙術の奥義で、相手を傷つける威力を持つ幻を生み出して敵を攻撃する技。どんな武器や盾でも防げず、しかも幻は周囲の者たちには見えないため技の正体を見破るのは極めて困難。
その実態は「己と相手の氣を同化させる」技であり、強大な仙氣を練り上げて相手の氣脈と繋がり、相手の五感を操って身体に様々な錯覚を起こさせるというもの。幻を生み出すだけの幻術とは異なり臭いや触感さえも操るため、その状態で幻体による攻撃を加えると、相手は頭では実体はないと理解しつつも心と体が「傷を受けた」と錯覚し、自ら傷を生み出してしまう。
ただし技の性質上、相手の邪氣を取り入れてしまい自らの人格が侵されるという危険性がある。また、そもそも自身の通常の攻撃が効かない者には通じず、命を失うこともいとわないほどの覚悟を決めた者にも効果が薄い。加えて術者の集中力が乱れてしまうと第三者の肉眼でも目視できるようになり威力も減退してしまうとなど欠点も多い。
意脈
志狼が身に着けた彼独自の技。氣ではなく相手の意思を読むことで、相手が攻撃の際に放つ殺気を読むよりも速い予測を可能とする。しかし志狼が攻撃したあとのリアクションまで読めるわけではないので、受けに徹する相手には使用できない。
至高の拳
突きや蹴りにおいて、究極のレベルまで精度を極めた体術の極意。重心、体移動、力の伝達などにおいて一切の無駄をなくし、最速にして最大の威力の攻撃を行う。その威力は通常の攻撃でさえ発勁に匹敵する。甘寧、ライ、天地志狼の三名が修得しているが、志狼のものは他の二名のものに比べまだ完成度が低い。甘寧のものは剛拳による攻撃が主体で震脚が十分に行えない環境下では威力が半減するという弱点がある。一方、ライのものは蹴り主体のものであり、飛び蹴りや水中での蹴りでも使用することが出来る。

#### 関羽的武術
実の拳の資質。力・技・智の3つの実の拳が存在しており、現在判明してる使い手は、張飛（力）、関羽（技）、志狼（智）の3人である。

## その他の術
剛氣功
雲体風身の技の一つで、体に氣を巡らせ瞬間的に強力な力を発揮する。作中の武人でも特に膂力に優れる張飛や摩牟に匹敵する力を発揮することが可能。
内氣功
相手の攻撃の威力を自らの体内の氣で受け流す技。悪鬼と化した宗楼が使用し、仙氣発勁さえ無傷でしのいだ。
剛体
呼厨泉や摩牟が用いる、肉体を刃も通さぬほど強靭に変える技。硬氣功と同様の効果だがこちらは気を用いず、鍛え抜かれた筋肉のみでそれを成し遂げてしまう。効果も比較にならぬほど強力で、一度に多数の矢や槍を受けても傷ひとつ負わず、首に大剣の一撃を受けても平然としていた。
発勁返し
相手の発勁の威力をそのまま跳ね返す技。大狼、甘寧、青龍が用いた。大狼と甘寧は圧倒的な氣の量で強引に跳ね返し、青龍は片方の掌で受け止めて、もう一方の掌から勁を返す技巧を見せた。
纏絲勁
主に虚空が用いる、攻撃に回転の力を加えることで驚異的な破壊力を生み出す技。その威力は軽い指の勁ですら狼の頭を破裂させ、鉄棍を大橋に打ち付けた一撃で端から端まで大破させた。他に弟子である虚空衆も体得している。
暗示・重暗示
主に赤飛虎が得意とする催眠術。麻薬を用いて相手の意識を乱し、そのスキに相手の行動を意のままに誘導する。敵の動きを止めて無防備にしたり、逆に自身に使用し肉体の潜在能力を引き出すことも可能。また諜報活動で情報を聞き出したり。発狂したように見せかけて暗殺するなど用途は多岐にわたる。暗示によって深層心理に植え付けるイメージには種類があるらしく、志狼には幸せな記憶に自ら意識を閉じ込めさせる「懐古忘我」の術をかけた。
重暗示は一度に複数の暗示をかける術で、一方が破られた直後に別の暗示が発動する。暗示を破った安心を利用しているため術中に嵌っていることに気づきにくく、それによって赤飛虎は志狼や炎武の追撃から逃れた。
僵尸鬼の術
白冥虎が使う死体の躁術。対象の心臓を抜き取り符心臓と呼ばれる心臓を埋め込むことで、生前と変わらね動きが可能な死体人形を作り出す。その身体能力は凄まじく、ただの兵卒でも作中の猛将たちに引けを取らぬ怪力を発揮し、また首を切断されても活動可能。符心臓を破壊する他、神聖な気を持つ仙術武具で深手を追わせれば体内の邪気を浄化させて元の死体に戻すことができる。ある程度の自我を持つものと完全な人形のような2種類があり、仲達の影武者は致命傷を負うまでは普通の人間と変わらない状態だった。
尚、会話する際には吹き出しが独特の形状になる。黒障虎も同様であり、彼が死人である複線となっていた。
疾風の剣
蓮花の剣術の名称。疾く鋭い体さばき「虚の動き」で敵を惑わし、その隙に斬り捨てる。鳥のように宙を舞う美しい技で、虎豹騎数名がかりとも渡り合えるが、激しく動く分体力の消耗も大きく、着地の瞬間が無防備という弱点もある。
影斬り
黒瘴虎が使う暗殺術。黒い布の先端に刃を仕込み相手を切断する。まるで影が伸びるように見えることから影斬りと呼ぶ。
震雷
黄尸虎とその弟子たちが使用する槍術。虚空の纏絲勁と同様に戟を高速回転させて敵を突き砕く。弟子の技でも人体に大きな風穴を開けるほど強力なうえ、黄尸虎が放つ“真の震雷”は目に映らないほどの神速で、騎兵を馬ごと微塵に引き裂いてしまう。作中の武技でも有数の威力を持つが、唯一の欠点は相手の前に頑丈な鉄棍などがある場合、戟の刃が引っかかって回転が弱まってしまうこと。
遠当て
剛拳の風圧による衝撃波によって、離れた間合いから相手を攻撃する技。初めて見せたのは甘寧で、その威力は大木に大穴を開けるほど。修練を積んでからは爆風のような威力を見せた。ただし予備動作に時間がかかるため相手に防御されやすい。他に摩牟も使用可能であるが、こちらは怪力によって付随して起こるもののようである。
不動の構え
後手に徹して相手の攻撃をあえて受け、攻撃が終わった際のスキを狙ってカウンターを放つ技。攻撃を受ける際にはわずかに動いて急所を外し、併せて硬氣功を使うため最小の被害で相手に最大のダメージを与えられる。
過回復
青龍が使用する技。元々は青龍や真澄が使う治癒の技だが、過剰に回復させることによって逆に肉体を破壊してしまう。詳細な仕組みは急激な血流の増加で血管を破り、再生しすぎた膨張で筋肉が裂けてしまうなど。その性質ゆえ肉体を強靭にする技で防ぐことはできず、摩牟を戦闘不能にし、呼厨泉を死に至らしめた。
妖術・暗の術
妖将・李傕が使用する妖術で、相手の視力を奪う技。全力で放つ時は五感全てを遮断し完全に行動不能にしてしまう。その正体はいわゆる超音波で、硬氣功を応用して長髪を高速振動させて起こすというもの。効果範囲は数キロにも及び、一軍を殲滅させられるほど強力な術だが、志狼の氣のみで攻撃する念体を防ぐことはできず、また虚空が鉄棍を高速旋回させて起こした振動で相殺された。
妖術・金縛りの術
妖将・李傕の弟子である彭岩が使用する術。義眼である額の第三の眼で相手を動揺させ、その隙をついて金縛りの暗示をかける技。師と同じく念体には通じなかったが、一瞬で術中に落とすため即効性は赤飛虎より上と評された。
神速の攻撃
肉眼にまったく映らないほど超高速の技の総称。相手には攻撃した部位が一瞬消えたように映り、気付いた時にはダメージを負っているか気づく間もなく即死する。そのため相手の動きに合わせた体捌きでは絶対に避けられず、予測による回避か、技を放った者と同等の視力で見切るしかない。作中の武術でも「神技」と称されており、磨き抜かれた技術と鍛え抜かれた膂力を併せ持って初めて成せる武術の極地のひとつ。作中では虚空の剛拳で初登場し、馬超の槍撃で概念が明確にされた。他に黄尸虎の槍技、ライの至高の拳などが該当する。志狼も雲体風身を全力にすれば使用可能だが体への負担が非常に大きい。
尚、神速にもレベル差が有り、馬超より黄尸虎、黄尸虎より関羽の方が明らかに格上のようである（黄尸虎は本体の黄順に比べて槍術の技は劣る）。

## 書誌情報

### 単行本
- 山原義人 『龍狼伝』 講談社〈月刊少年マガジンKC〉、全37巻
  1. 1993年12月13日発売[9]、ISBN 4-06-302413-X
  2. 1994年4月14日発売[10]、ISBN 4-06-302425-3
  3. 1994年8月9日発売[11]、ISBN 4-06-302441-5
  4. 1994年12月12日発売[12]、ISBN 4-06-302456-3
  5. 1995年4月14日発売[13]、ISBN 4-06-302470-9
  6. 1995年8月9日発売[14]、ISBN 4-06-302486-5
  7. 1995年12月11日発売[15]、ISBN 4-06-333501-1
  8. 1996年4月15日発売[16]、ISBN 4-06-333516-X
  9. 1996年8月8日発売[17]、ISBN 4-06-333530-5
  10. 1996年12月11日発売[18]、ISBN 4-06-333546-1
  11. 1997年4月15日発売[19]、ISBN 4-06-333566-6
  12. 1997年7月15日発売[20]、ISBN 4-06-333580-1
  13. 1997年12月13日発売[21]、ISBN 4-06-333603-4
  14. 1998年4月15日発売[22]、ISBN 4-06-333617-4
  15. 1998年9月14日発売[23]、ISBN 4-06-333640-9
  16. 1999年1月12日発売[24]、ISBN 4-06-333661-1
  17. 1999年6月15日発売[25]、ISBN 4-06-333680-8
  18. 1999年10月13日発売[26]、ISBN 4-06-333697-2
  19. 2000年2月15日発売[27]、ISBN 4-06-333710-3
  20. 2000年6月14日発売[28]、ISBN 4-06-333727-8
  21. 2000年10月12日発売[29]、ISBN 4-06-333738-3
  22. 2001年2月14日発売[30]、ISBN 4-06-333756-1
  23. 2001年6月13日発売[31]、ISBN 4-06-333771-5
  24. 2001年10月15日発売[32]、ISBN 4-06-333786-3
  25. 2002年4月15日発売[33]、ISBN 4-06-333817-7
  26. 2002年8月9日発売[34]、ISBN 4-06-333833-9
  27. 2002年11月13日発売[35]、ISBN 4-06-333850-9
  28. 2003年2月14日発売[36]、ISBN 4-06-333863-0
  29. 2003年7月16日発売[37]、ISBN 4-06-333889-4
  30. 2003年11月15日発売[38]、ISBN 4-06-333908-4
  31. 2004年4月15日発売[39]、ISBN 4-06-333930-0
  32. 2004年8月13日発売[40]、ISBN 4-06-333947-5
  33. 2005年2月16日発売[41]、ISBN 4-06-370968-X
  34. 2005年8月13日発売[42]、ISBN 4-06-371006-8
  35. 2006年3月16日発売[43]、ISBN 4-06-371025-4
  36. 2006年8月17日発売[44]、ISBN 4-06-371053-X
  37. 2007年1月17日発売[45]、ISBN 978-4-06-371073-1
- 山原義人 『龍狼伝 中原繚乱編』 講談社〈月刊少年マガジンKC〉、全17巻
  1. 2007年8月17日発売[46]、ISBN 978-4-06-371107-3
  2. 2008年1月17日発売[47]、ISBN 978-4-06-371123-3
  3. 2008年6月17日発売[48]、ISBN 978-4-06-371154-7
  4. 2008年11月17日発売[49]、ISBN 978-4-06-371174-5
  5. 2009年4月17日発売[50]、ISBN 978-4-06-371191-2
  6. 2009年9月17日発売[51]、ISBN 978-4-06-371206-3
  7. 2010年6月17日発売[52]、ISBN 978-4-06-371241-4
  8. 2010年12月17日発売[53]、ISBN 978-4-06-371268-1
  9. 2011年8月17日発売[54]、ISBN 978-4-06-371284-1
  10. 2012年3月16日発売[55]、ISBN 978-4-06-371310-7
  11. 2012年9月14日発売[56]、ISBN 978-4-06-371343-5
  12. 2013年5月17日発売[57]、ISBN 978-4-06-371369-5
  13. 2013年11月15日発売[58]、ISBN 978-4-06-371397-8
  14. 2014年6月17日発売[59]、ISBN 978-4-06-371417-3
  15. 2015年3月17日発売[60]、ISBN 978-4-06-371461-6
  16. 2015年11月17日発売[61]、ISBN 978-4-06-371495-1
  17. 2016年7月15日発売[62]、ISBN 978-4-06-392536-4
- 山原義人 『龍狼伝 王霸立国編』 講談社〈月刊少年マガジンKC〉、既刊11巻（2025年5月16日現在）
  1. 2017年3月17日発売[63]、ISBN 978-4-06-392571-5
  2. 2017年9月15日発売[64]、ISBN 978-4-06-392604-0
  3. 2018年4月17日発売[65]、ISBN 978-4-06-511187-1
  4. 2019年2月15日発売[66]、ISBN 978-4-06-514489-3
  5. 2019年10月17日発売[67]、ISBN 978-4-06-517366-4
  6. 2020年9月17日発売[68]、ISBN 978-4-06-520705-5
  7. 2021年9月17日発売[69]、ISBN 978-4-06-524381-7
  8. 2022年7月14日発売[70]、ISBN 978-4-06-528263-2
  9. 2023年7月14日発売[71]、ISBN 978-4-06-531987-1
  10. 2024年4月17日発売[72]、ISBN 978-4-06-535524-4
  11. 2025年5月16日発売[73]、ISBN 978-4-06-539278-2

### 文庫版
- 山原義人 『龍狼伝』 講談社〈講談社漫画文庫〉、全10巻
  1. 2005年6月10日発売[74]、ISBN 4-06-360929-4
  2. 2005年6月10日発売[75]、ISBN 4-06-360930-8
  3. 2005年7月12日発売[76]、ISBN 4-06-360950-2
  4. 2005年7月12日発売[77]、ISBN 4-06-360951-0
  5. 2005年8月10日発売[78]、ISBN 4-06-360961-8
  6. 2005年8月10日発売[79]、ISBN 4-06-360962-6
  7. 2005年9月9日発売[80]、ISBN 4-06-360971-5
  8. 2005年9月9日発売[81]、ISBN 4-06-360972-3
  9. 2005年10月12日発売[82]、ISBN 4-06-360979-0
  10. 2005年10月12日発売[83]、ISBN 4-06-360980-4

### 小説
- 山原義人（絵） / 並木敏（著） 『龍狼伝外伝』 講談社〈マガジン・ノベルス〉、全3巻
  1. 「竜の子が目覚めるとき」1996年9月5日発売[84]、ISBN 4-06-324314-1
  2. 「竜の子の首」1997年11月5日発売[85]、ISBN 4-06-324322-2
  3. 「竜の子の負いし運命」2002年2月13日発売[86]、ISBN 4-06-324344-3

### 関連書籍
- 『龍狼伝 公式ガイドブック三国志ヒ－ロ－列伝』1996年8月21日発売[87]、ISBN 4-06-319724-7
- 『龍狼伝 公式ガイドブック2 三国志デ－タファイル』1997年4月23日発売[88]、ISBN 4-06-319798-0
- 『龍狼伝 赤壁の戦い あらたなる伝説』1999年9月20日発売[89]、ISBN 4-06-334229-8
- 『龍狼伝 破凰と天運』2003年7月15日発売[90]、ISBN 4-06-334745-1

## 舞台

### 上演記録
『龍狼伝』（初演）
- 2015年5月2日から5月6日まで博品館劇場にて上演。
- 脚本・演出はまつだ壱岱が担当。

『龍狼伝 第二章』
- 2016年4月6日から4月10日までシアター1010にて上演。
- 2015年の初演の続編にあたる作品。
- 脚本は菅野臣太朗、演出はキムラ真が担当。